# チュリサス
チュリサス（Turisas）は、フィンランド出身のヴァイキング・メタル/フォークメタル・バンド。

## 概要
1997年、マティアス・ニーゴルド (ボーカル)とユッシ・ヴィクストロム (ギター)により結成。当初の名は「Köyliö」で、1998年に現行名に変更。
メンバーほぼ全員が、ウォーペイントと呼ばれる赤と黒のペイントを顔に塗っていることや、ヴァイオリンとアコーディオン奏者を擁した勇壮なメロディで知られている。
音楽的にはマノウォーとバルサゴスの影響が大きい。
2010年にFINLAND FESTとLOUD PARKで2回来日した。

## メンバー
※2020年5月時点 

### 現ラインナップ
- マティアス・"ウォーロード"・ニーゴルド (Mathias "Warlord" Nygård) - ボーカル (1997年- )
キーボード、プログラミングも担当している場合もある。メインコンポーザーであり、メインソングライター。ヴォーカリストとしてはレナード・コーエンなどからの影響があるという[2]。カダクロスにも参加。
- ユッシ・ヴィクストロム (Jussi Wickström) - ギター (1997年- )
- イェスパー・アナスタシアディス (Jesper Anastasiadis) - ベース (2012年- )
- オッリ・ヴァンスカ (Olli Vänskä) - ヴァイオリン (2005年- )
クラシックの指揮者、オスモ・ヴァンスカは実父。
- ヤーッコ・ヤック (Jaakko Jakku) - ドラムス (2012年- )

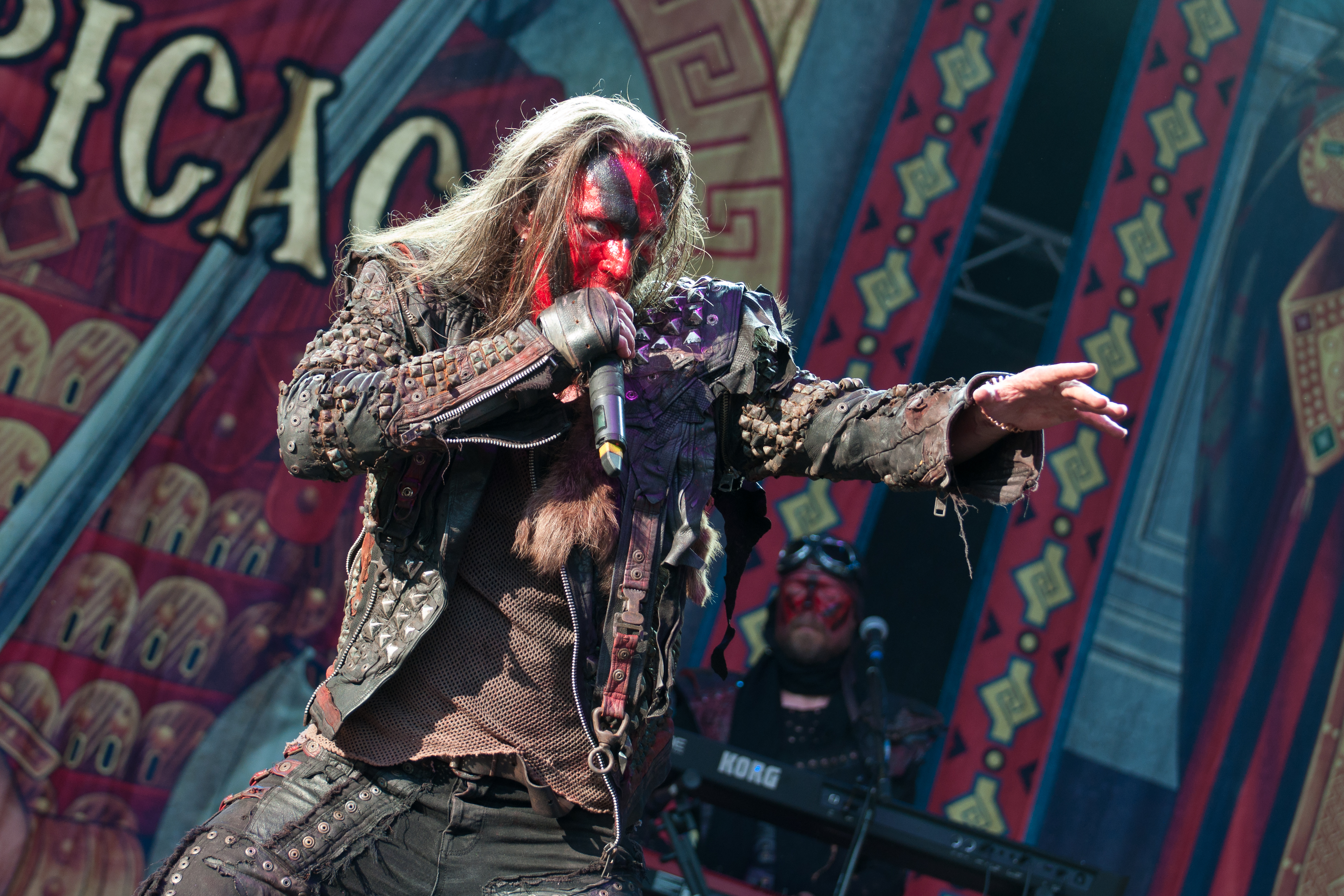
マティアス・ニーゴルド(Vo) 2018年
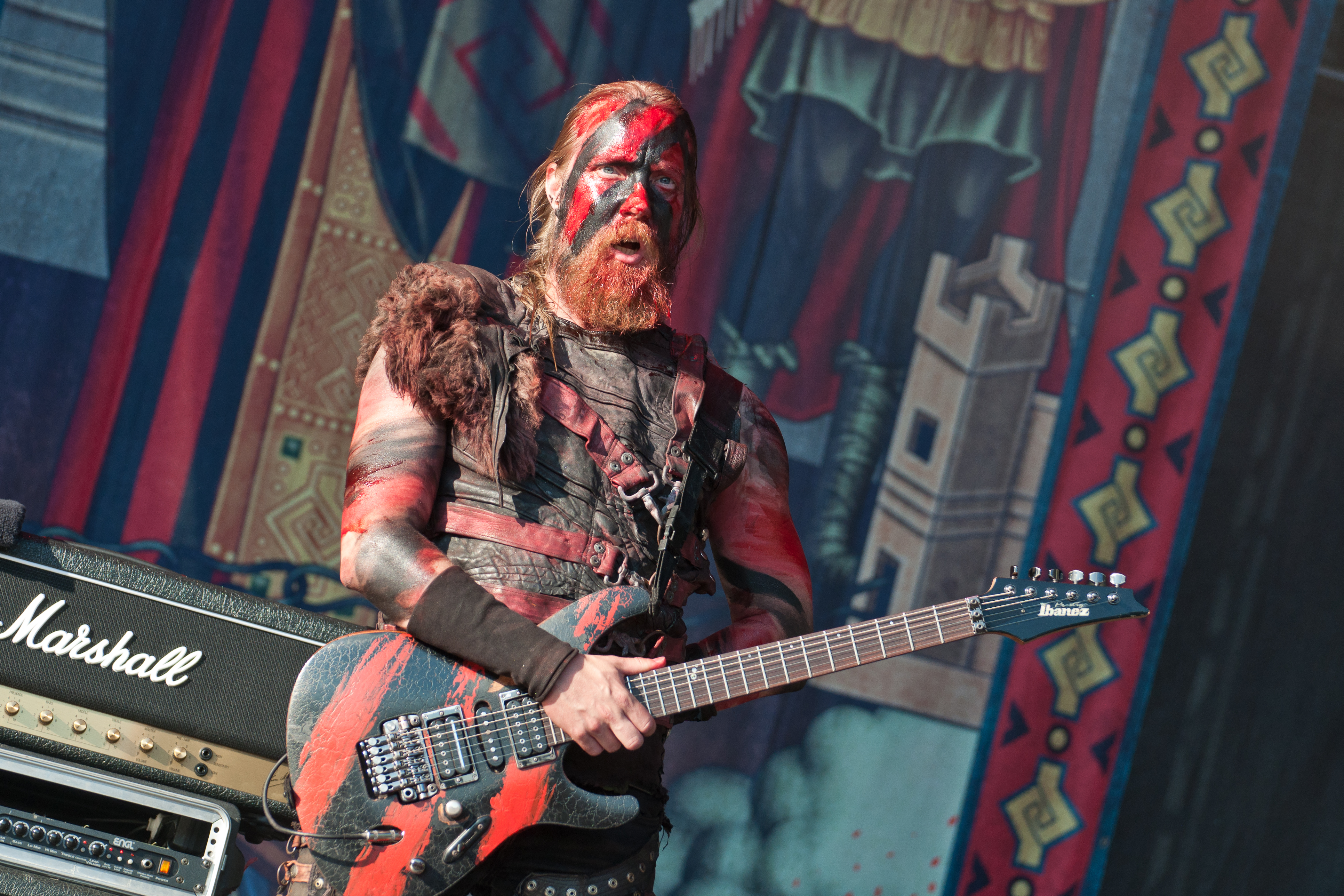
ユッシ・ヴィクストロム(G) 2018年
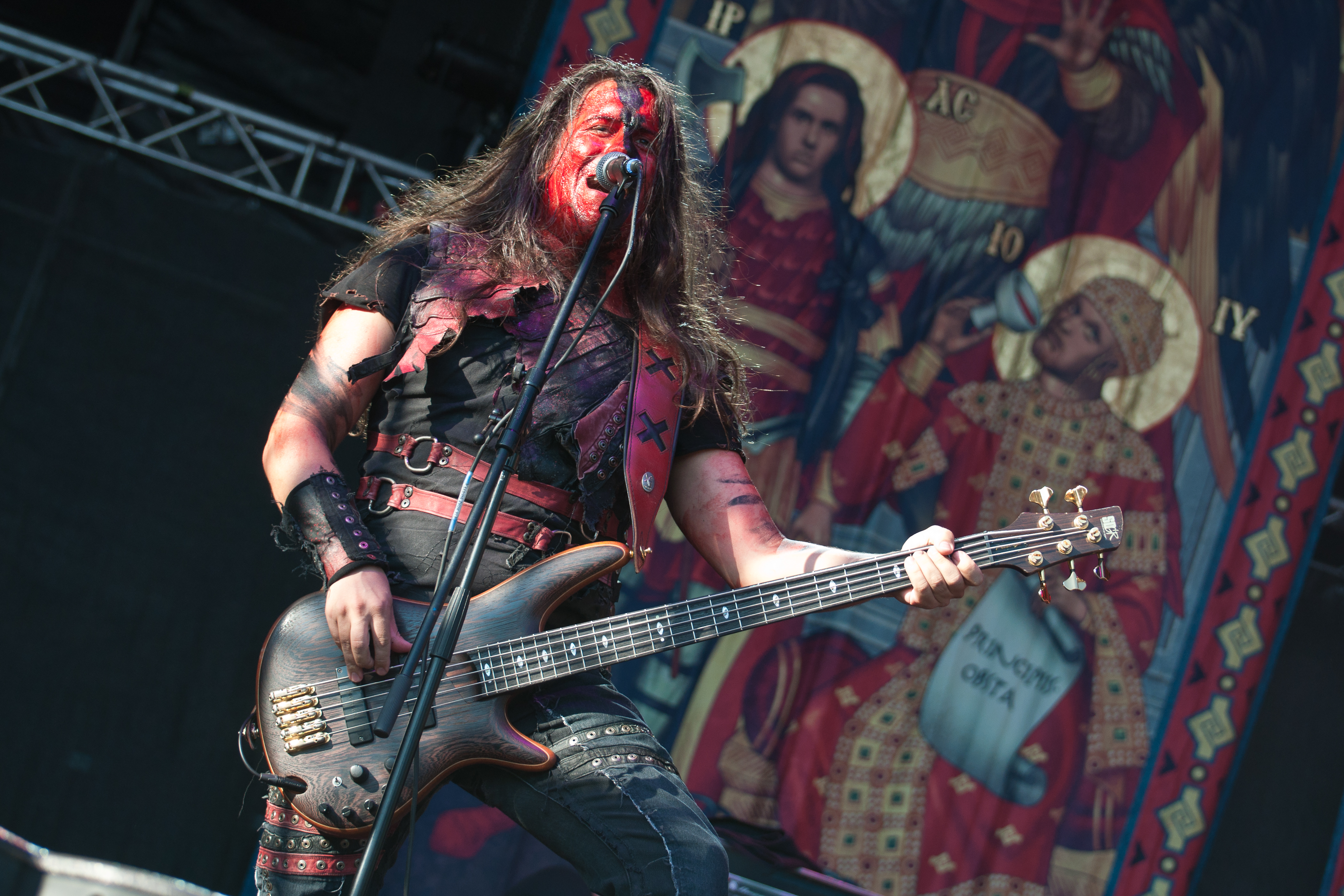
イェスパー・アナスタシアディス(B) 2018年
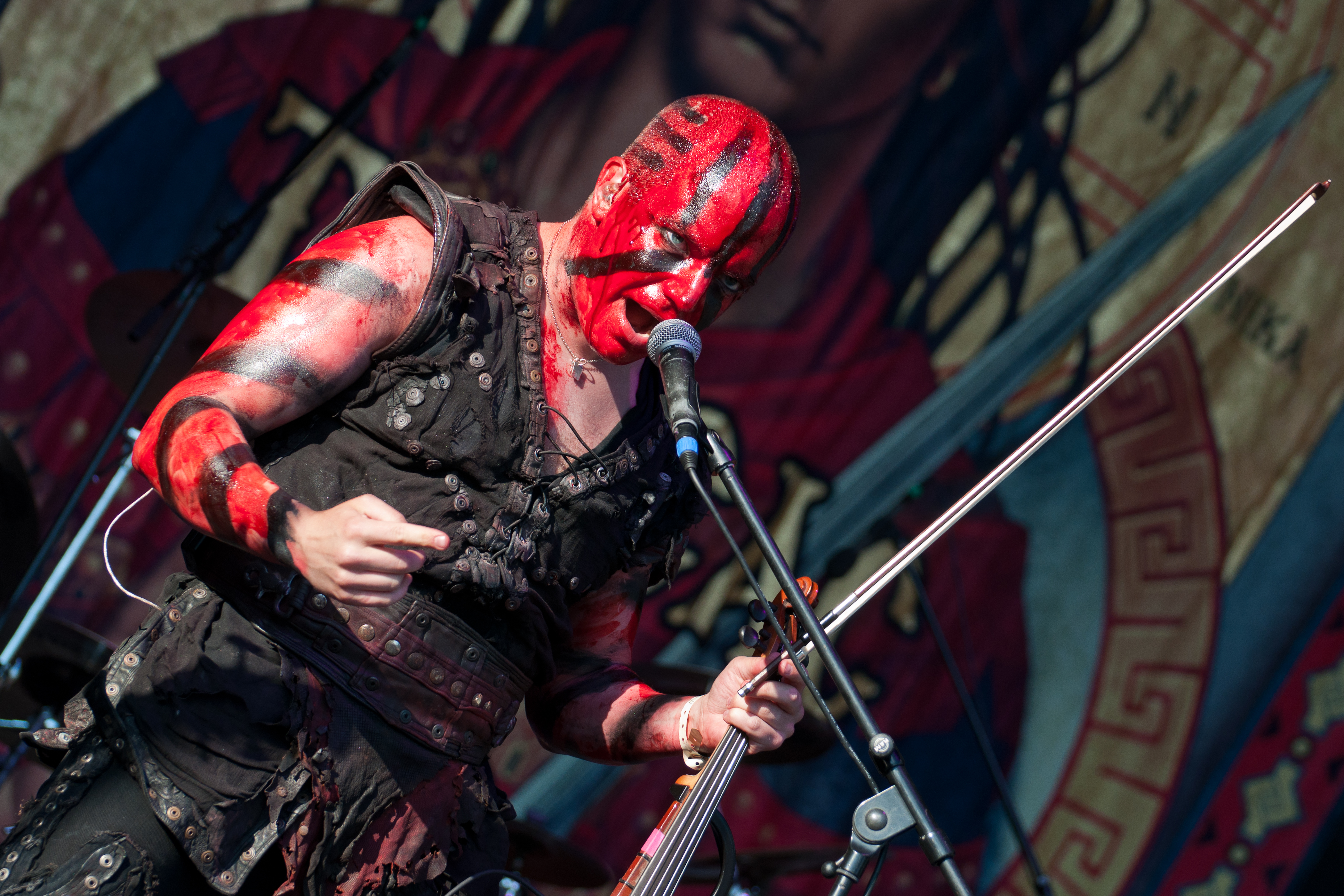
オッリ・ヴァンスカ(Vin) 2018年
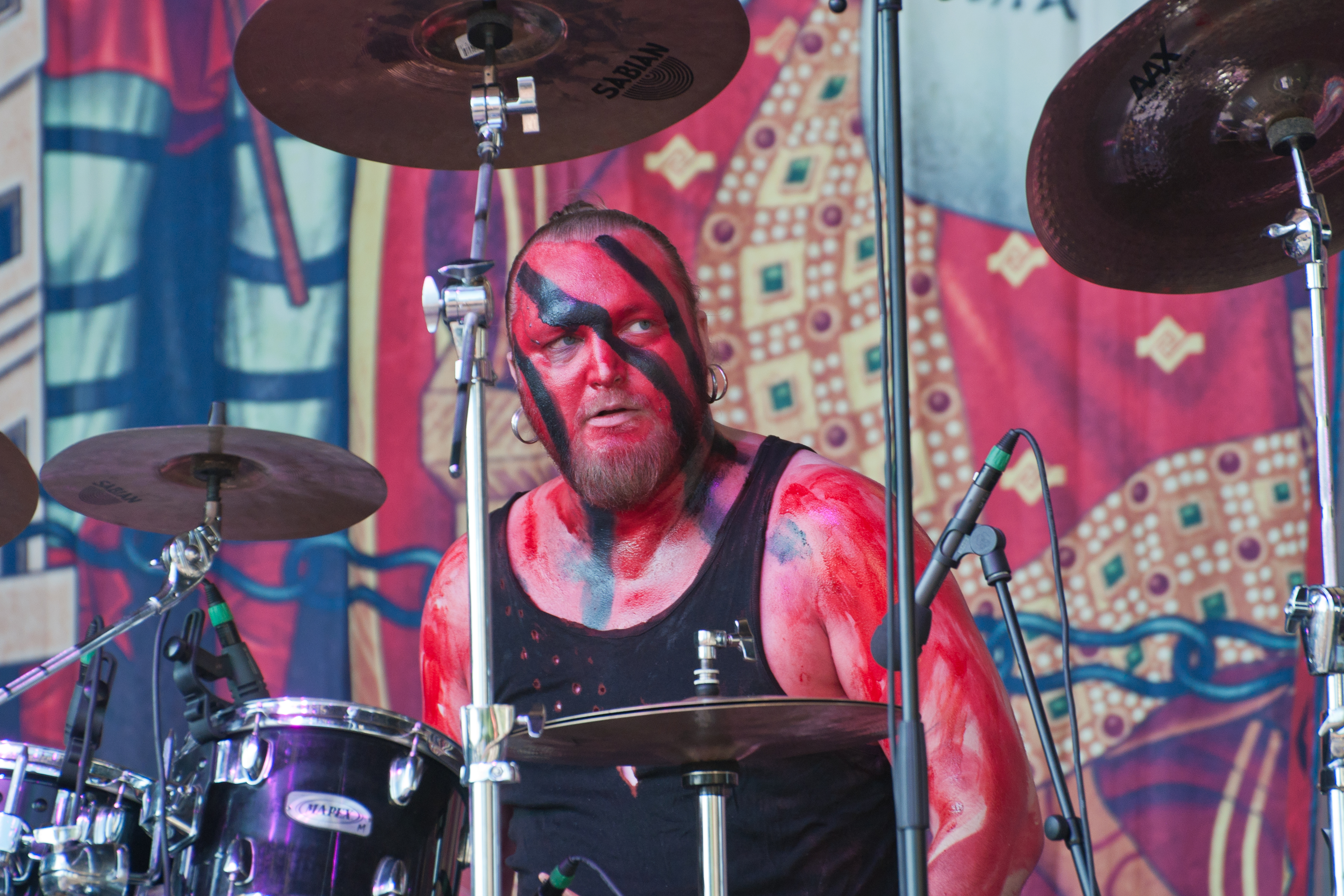
ヤーッコ・ヤック(Ds) 2018年

### 旧メンバー
- アリ・カルッカイネン (Ari Kärkkäinen) - ギター (1997年–1999年)
- ゲオルグ・ラークソ (Georg Laakso) - ギター (2000年–2006年) 
カダクロスでも活動。
- サミ・アールニオ (Sami Aarnio) - ベース (1998年-1999年) 
カダクロスでも活動。
- ミッコ・トルミコスキ (Mikko Törmikoski) - ベース (2004年)
- ティノ・アホラ (Tino Ahola) - ベース (2000年-2001年) 
カダクロスでも活動。
- ハンネス・"ハンヌ"・ホルマ (Hannes "Hannu" Horma) - ベース (2005年–2011年)
- アンティ・ヴェントラ (Antti Ventola) - キーボード (1997年–2007年) 
カダクロスでも活動。
- ロベルト・エングストランド (Robert Engstrand) - キーボード (2011年-2014年)
脱退後の2019年、ライヴ時のサポートメンバーとして参加する。
- ツォーマス・"トゥーデ"・レヘトネン (Tuomas "Tude" Lehtonen) - ドラムス、パーカッション (1997年–2012年)
- ヤンネ・"リスコ"・マキネン (Janne "Lisko" Mäkinen) - アコーディオン (2005年–2008年)
- ネッタ・スコグ (Netta Skog) - アコーディオン (2007年–2011年)

## ディスコグラフィ

### アルバム
- 『バトル・メタル』 - Battle Metal (2004年)
- 『ザ・ヴァランジャン・ウェイ - 大海原の覇者』 - The Varangian Way (2007年)
- 『スタンド・アップ・アンド・ファイト』 - Stand Up and Fight (2011年)[3]
- 『チュリサス2013』 - Turisas2013 (2013年)

### シングル
- "To Holmgard and Beyond" (2007年)
- "Rasputin" (2007年)
- "Supernaut" (2010年)
- "Stand Up and Fight" (2010年)
- "For Your Own Good" (2013年)

### DVD
- A Finnish Summer With Turisas (2008年)

### デモ
- Taiston Tie - The Battle Path (1998年)
- Unnamed Promo (1999年)
- The Heart of Turisas (2001年)